# Памятник Ленину (Тольятти)
Памятник В. И. Ленину находится в Центральном районе города Тольятти. Объект культурного наследия регионального значения.
Изначально памятник располагался на территории санатория «Лесное». В дальнейшем, «принимая во внимание удаленность расположения от общественно-культурного центра города и в целях включения памятника в торжественные общегородские мероприятия, связанные с именем Ленина», скульптуру перенесли из санатория в Центральный парк культуры и отдыха. 22 апреля 1980 года, к 110-летию Ленина, памятник был торжественно открыт. Проект переноса и реконструкции принадлежит скульптору Н. И. Колесникову.
Памятник серийный. Ленин изображён в минуту выступления. Его правая рука в призыве обращена к народу. Образ создан Г. Д. Алексеевым, который после встречи с Лениным в ноябре 1918 года создал скульптуру «Призывающий вождь». В 1924 году правительственной комиссией по увековечению памяти Ленина эта работа была утверждена для широкого воспроизводства во многих городах Советского Союза. Материал — бетон, тонированный под бронзу, постамент из бетона, облицованного мраморными плитами. Высота постамента — 5 м, фигуры — 3 м..
В 2023 году после ремонта памятника он был вновь торжественно открыт,